# Maxime Gonalons
Maxime Gonalons (* 10. März 1989 in Vénissieux) ist ein französischer ehemaliger Fußballspieler auf der Position eines defensiven Mittelfeldspielers.

## Karriere

### Verein
Maxime Gonalons begann mit dem Fußball 1997 in der Jugend des FC Villefranche. 2000 wechselte er in die Jugend von Olympique Lyon. Zur Saison 2009/10 wurde er in den Profikader hochgezogen. Sein Profidebüt gab er am 12. September 2009, als er am fünften Spieltag, beim 1:0-Sieg gegen den FC Lorient in der Anfangself stand und in der 59. Minute durch Sidney Govou ersetzt wurde.
In der Folgezeit konnte Gonalons sich nur schwerlich einen Stammplatz erkämpfen. Am 29. September 2009 gab er sein Europapokaldebüt, als er in der Gruppenphase der Champions League beim 4:0-Sieg der Lyonnais gegen den VSC Debrecen in der 57. Minute für Miralem Pjanić eingewechselt wurde.
Am 20. Oktober 2009 erzielte Gonalons seinen ersten Treffer in der UEFA Champions League. Im Gruppenspiel gegen den FC Liverpool wurde er in der 42. Minute für den verletzten Cris eingewechselt und erzielte in der 72. Minute den Treffer zum 1:1; Olympique Lyon gewann das Spiel überraschend mit 2:1. Im gesamten Saisonverlauf waren die Lyonnais in der Liga am Kampf um die Meisterschaftskampf beteiligt, verlor diese jedoch an Olympique Marseille. In der Champions League drang man bis ins Halbfinale vor; dort scheiterte man am deutschen Spitzenklub FC Bayern München.
Gonalons kam im Saisonverlauf in der Liga zu 15 Spielen (ein Treffer) zum Einsatz; hierbei spielte er nur in neun Partien 90 Minuten. In der Champions League kam er ab der K.-o.-Runde in jeder Partie (bis zum Halbfinal-Aus) zum Einsatz.
In der Folgesaison kam Gonalons in der Meisterschaft immerhin in 23 Partien zum Einsatz, davon 13 Mal in der Startelf. In der Champions League kam er auf vier Gruppenspieleinsätze (davon drei Mal über 90 Minuten). In der Meisterschaft musste Lyon jedoch dem OSC Lille den Vortritt lassen. 2011/12 kam Maxime Gonalons in 35 Punktspielen zum Einsatz, erzielte zwei Treffer und belegte mit Olympique Lyon den vierten Platz. Zudem gewann er den französischen Pokalwettbewerb.
Anfang Juli 2017 unterzeichnete Gonalons einen Vierjahresvertrag beim italienischen Verein AS Rom. Da er sich beim AS Rom jedoch nicht durchsetzen konnte und nur 16 Partien bestritt, wurde der Franzose in der Saison 2018/19 zum FC Sevilla verliehen. Eine Saison später wurde er wieder verliehen, doch diesmal zum FC Granada. Mit Granada beendete er die Saison auf einem Tabellenplatz für die Qualifikation für die UEFA Europa League. Im Sommer 2020 zogen die Spanier die Kaufoption.
Im Juli 2022 verließ er Granada und schloss sich Clermont Foot an.

### Nationalmannschaft
Am 13. November 2009 debütierte Gonalons für die französische U-21-Nationalmannschaft (Espoirs). Beim 1:1-Unentschieden, gegen Tunesien, stand Gonalons in der Anfangself und wurde zu Beginn der zweiten Halbzeit durch Steven N’Zonzi ersetzt. Seinen letzten Einsatz für die U-21 hatte er am 12. Oktober 2010, als er beim 3:1-Sieg, gegen Dänemark, in der Anfangself stand und in der 64. Minute durch Alfred N’Diaye ersetzt wurde.
Gonalons wurde am 9. November 2011 von A-Nationaltrainer Laurent Blanc für den Kader der A-Nationalmannschaft Frankreichs – als Ersatz für den verletzten Samir Nasri – nachnominiert; er wurde dann in beiden Spielen, gegen die USA und gegen Belgien, eingewechselt.